# Ángel Javier Pérez Pueyo
Ángel Javier Pérez Pueyo (ur. 18 sierpnia 1956 w Ejea de los Caballeros) – hiszpański duchowny katolicki, biskup Barbastro-Monzón od 2015.

## Życiorys

### Prezbiterat
Święcenia kapłańskie otrzymał 19 marca 1980. Jest członkiem ruchu Hermandad de Sacerdotes Operarios Diocesanos i pełnił w nim funkcje m.in. wychowawcy aspirantów (1980–1990), członka rady centralnej (1990–1996) oraz dyrektora generalnego (1996–2008). W 2008 został sekretarzem technicznym podkomisji Konferencji Episkopatu Hiszpanii ds. seminariów. W 2013 mianowany rektorem Papieskiego Kolegium Hiszpańskiego w Rzymie.

### Episkopat
27 grudnia 2014 papież Franciszek mianował go biskupem ordynariuszem diecezji Barbastro-Monzón. Sakry udzielił mu 22 lutego 2015 metropolita Valladolid - kardynał Ricardo Blázquez.